# Bambucibatus albolineatus
Bambucibatus albolineatus är en insektsart som beskrevs av Frederick Arthur Godfrey Muir 1915. Bambucibatus albolineatus ingår i släktet Bambucibatus och familjen sporrstritar. Inga underarter finns listade i Catalogue of Life.